# 阮福寶𡾼
阮福寶𡾼（越南语：／；1886年3月1日—1900年1月23日），越南阮朝同慶帝第二子，生母觀妃陳登氏同。

## 生平
同慶元年正月二十六日（1886年3月1日），阮福寶𡾼出生。成泰九年（1887年）八月，與皇兄阮福寶嶹開閣讀書。成泰十二年（1900年），阮福寶𡾼去世，壽十五歲。
啟定二年（1917年）十二月，啟定帝追贈阮福寶𡾼為安化公（越南语：／），賜諡敦厚（越南语：／）。啟定三年（1918年）七月，啟定帝以堅太王阮福洪侅之孫、堂弟阮福寶豓為安化公房主祀，又因安化公沒有子女，把阮福寶豓降一級世系，過繼給安化公作養子，並改名阮福永垂，襲封安化縣侯。
保大年間，追贈為安化郡王（越南语：／）。